# 泽潞商帮
泽潞商帮是指明清时期山西东南部泽州（今晋城市）、潞州（今长治市）一带经营盐铁、丝绸等物起家的商人群体。明代沈思孝《晋录》中描述：“平阳、泽、潞，豪商大贾甲天下，非数十万不称富。”